# 許三禮
許三禮（1625年—1691年），字典三，號酉山，河南安陽人。清初政治人物。

## 生平
早年師從孫奇逢，讀書於林慮山中。順治十四年（1657年）中舉，順治十八年（1661年）辛丑科進士。康熙十二年（1673年）赴北京，與魏象樞、葉方藹有往來，官海寧縣知縣。康熙十五年（1676年），禮聘黃宗羲至海寧講學。主持纂修了《海寧縣誌》。黃宗羲稱之“舉循吏第一”。康熙二十年（1681年）秋，考授御史。康熙二十三年七月，任福建道監察御史，先後掌山東道事、江南道事。康熙二十七年（1684年）三月，提督四譯館、任太常寺少卿。七月，轉任大理寺少卿。十二月，遷順天府府尹。康熙二十八年（1689年）四月，升任都察院左副都御史，上疏彈劾刑部尚書徐學縱子貪贓受賄。康熙三十年（1691年）正月初九日病逝京師，葬安陽縣西之靈藥。